# Magdala

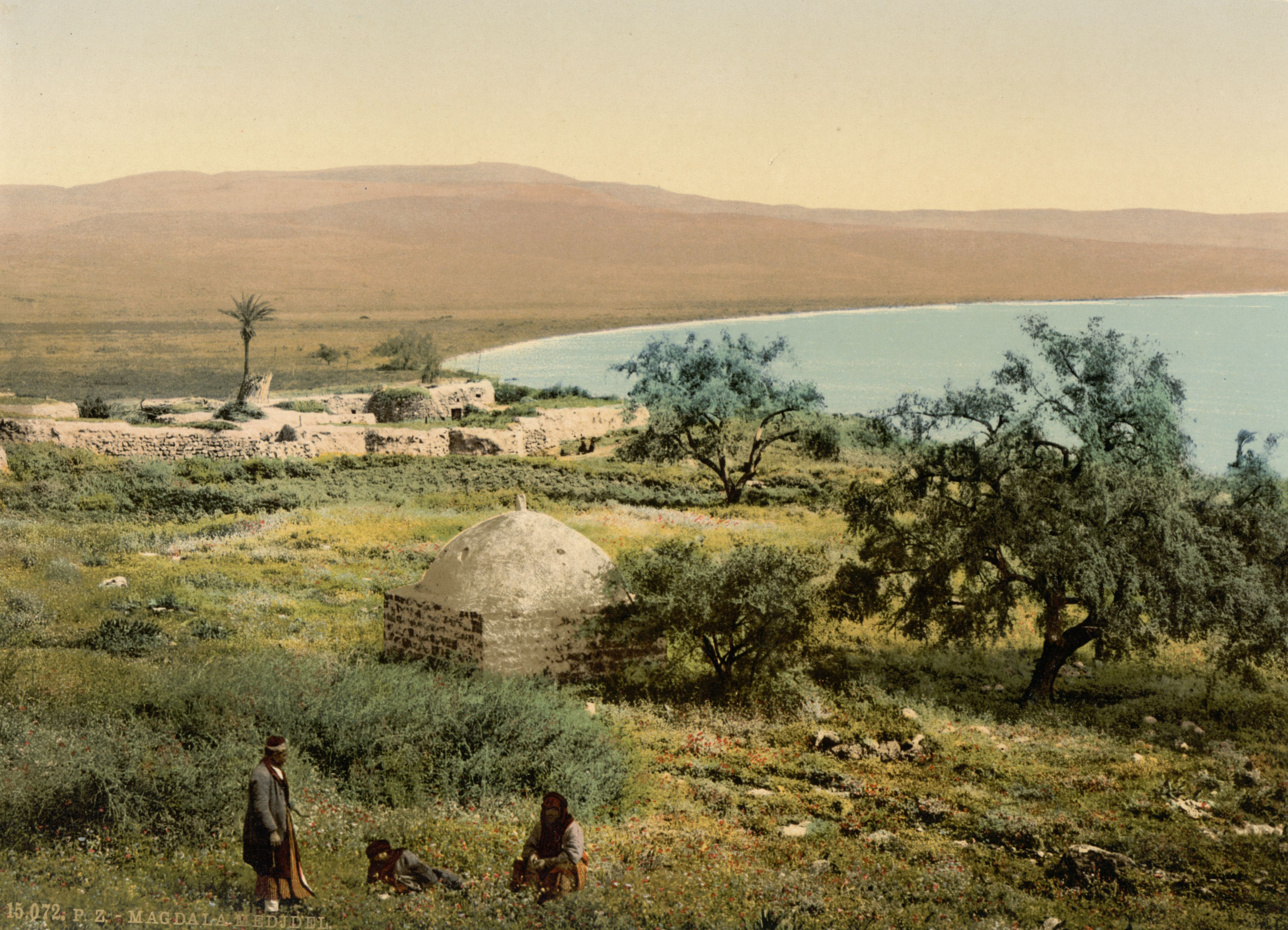
Pueblo de El Mejdel en el mar de Galilea a finales del o inicios del XX. En primer plano, la tumba de Mohamed El-ʿAjami.

Magdala (en arameo מגדלא, pronunciado 'Magdǝlá' en arameo targúmico o 'Magdála' en arameo siríaco, ocasionalmente escrito como מגדלה [cf. y. Erub. 4:3) fue una ciudad judía situada en la orilla occidental del Lago de Genesaret que floreció sobre todo desde el siglo II a. C. hasta el siglo IV d. C. De dicha ciudad provenía María Magdalena, discípula de Jesús de Nazaret y primera testigo de su resurrección. Lo más probable es que la ciudad fuera conocida en el mundo grecolatino como Tariquea (Ταριχαία en griego, Tarichaea en latín). 

## Nombre
El nombre arameo מגדלא (Magdǝlá) significa “la Torre”, probablemente debido a la gran torre helenística cuyos cimientos los arqueólogos encontraron en el puerto. Al parecer este es el lugar que escritos rabínicos que mencionan esta ciudad la llaman también מגדל נוניא (Migdal Nunayya) o מגדל צבעיא (Migdal Ṣabʿayya); la primera significa “la Torre de los Peces”, la segunda, “la Torre de los Tintores”. Posiblemente el complemento “de los Peces” o “de los Tintores” se añadía para distinguir esta Magdala de otras ciudades con el mismo nombre, indicando que la ciudad era conocida por el negocio de la pesca o de la tintorería, y no tanto porque la torre de la ciudad tuviese que ver necesariamente con estos negocios. De la industria de la tintorería no se hace mención en la literatura ni hay evidencia de ella en la arqueología.
El nombre griego Μαγδαλά (Magdalá) o Μαγδαλάν (Magdalán) aparece en la mayoría de los manuscritos griegos que contienen Mt 15, 39: "Entonces, después de despedir a la gente, entró en la barca y fue a la región de Magdala" (Reina Valera 1995). No obstante, las ediciones críticas del Nuevo Testamento suelen preferir la variante Μαγαδάν (Magadán) por hallarse esta en los tres manuscritos más antiguos y en las versiones latinas. En Mc 8, 10 (pasaje paralelo de Mt 15, 39), aunque unos pocos manuscritos tienen Μαγδαλά (Magdalá), la mayoría se refieren al lugar con el nombre de Δαλμανουθά (Dalmanuta), que suele ser la versión preferida en las ediciones críticas. Ni Magadán ni Dalmanuta son conocidas en toda la literatura fuera de estos textos. No se puede descartar que tanto Dalmanuta como Magadán sean corrupciones tempranas de Magdal Nunayya y Magdala respectivamente. De hecho, como explica Bauckham, las semejanzas en la tipografía manuscrita de ΜΑΓΑΔΑΝ (Magadan) y ΜΑΓΔΑΛΑ (Magdala) es notable, de manera que es muy fácil que un copista haya copiado mal el texto muy pronto.
Cicerón, Flavio Josefo y Plinio el Viejo hablan de una ciudad llamada en griego Tariquea (Ταριχαία) a seis kilómetros de Tiberiades, famosa por la producción de pescado salado (de donde viene el nombre, que significa “la industria”. Esta misma ciudad habría sido un foco de rebelión contra los romanos en la guerra del s. I d. C. La mayoría de los estudiosos consideran que Tariquea no es más que el nombre griego de Magdala. No obstante, Plinio dice que Tariquea se encontraba al sur del lago (mientras que Tiberias está al oeste); por esta razón algunos autores proponen que Tariquea era una ciudad diferente que se encontraba entre Tiberiades y Senabris.

## Historia
Según una tradición hebrea que se remonta por lo menos a la época rabínica, en Migdal Ṣabʿayya se encontraba Job cuando recibió las noticias de sus sucesivas desgracias (cf. Job 1; cf. Pesiq. Rab Kah. 7:10; Lev. Rab 17:4; Rut Rab. 2:10, Pesiq. Rab. 17:6). Posiblemente la tradición árabe que llama a una de las fuentes de la cercana Tabgha Ein Eyov (fuente de Job) refleja esta tradición.
Según otra tradición de la época rabínica, de Migdal Ṣabʿayya provenía la madera de acacia con la que Moisés hizo construir el Arca de la Alianza. Jacob y sus hijos habrían cortado maderas de acacia de Migdal Ṣabʿayya y las habrían llevado consigo a Egipto; al salir sus descendientes del cautiverio se las habrían entregado a Moisés cuando este las pidió (cf. Cant. R. 1:12:1 (12a), comentando Exod 36). Por este motivo, por respeto hacia el arca de la alianza, las acacias de Magdala en la época rabínica no se podían utilizar para sacar de ellas madera (cf. y. Pesah. 4:1, 30d y y. Ta’an. 1:6, 64c).
Aunque las fuentes literarias no hablan de la fundación de la ciudad, la arqueología muestra que Magdala fue fundada a mediados del siglo II a. C., lo cual coincide con la conquista de Galilea por parte de los asmoneos. Las bellas construcciones portuarias, que incluían una gran torre (tal vez la que dio origen a la ciudad: Magdala = la Torre), unas termas y probablemente una palestra (el cuadripórtico) parecen indicar que el rey tenía interés en esta ciudad. Podría tratarse de un puerto para facilitar el transporte de mercancías entre el camino real, que iba desde Arabia, pasando por Petra hacia Damasco con el puerto de Acre en el mediterráneo. O tal vez, simplemente, el un floreciente mercado de pescado permitió a los ciudadanos embellecer de este modo su ciudad. Al parecer, en esta época en Magdal Nunnaya vivía uno de los 24 órdenes sacerdotales en Galilea.
A inicios de la época romana (mediados del siglo I a. C.) la ciudad se expandió hacia el norte. En esa parte hay casas muy bien construidas, con piedras de sillar y pavimentos de basalto muy bien tallado. En un par de casas se encuentran hasta cuatro baños rituales (miqwe) que se llenaban desde el suelo mismo por filtración. Algo más al norte aún se construyó una sinagoga: si bien no está claro que desde el primer momento el edificio haya funcionado como sinagoga, es evidente que, en los años sucesivos, durante alrededor de un siglo, este edificio tendrá un claro significado religioso. Durante esta época se ampliará el puerto: no solo se creará una plataforma enfrente de la torre y se adaptará para lograr una mayor funcionalidad: el muelle se extenderá por más de cien metros hacia el norte. 
De la época romana tenemos las primeras menciones de Magdala en la literatura. Por un lado Flavio Josefo cuenta que, tras la derrota de Craso ante los partos, Cayo Casio Longino estuvo en Tariquea, que atacó aquella ciudad, pasó a cuchillo a Pitolao e hizo más de 30.000 prisioneros judíos (Ant. 14.120 y Guerra 1.179-182). No queda muy clara la causa de esta acción, pero puesto que Josefo cuenta que fue Antípater quien instigó a Casio a hacer esto y que Pitolao estaba de algún modo ligado a las acciones de Aristóbulo II, se puede suponer que en Tariquea se había reunido un ejército en contra de Hircano II, y, en consecuencia, de los romanos que lo apoyaban. La ciudad era ya ampliamente conocida como Tariquea, puesto que el 7 de marzo de 43 a. C. Cayo Casio Longino, mientras reunía algunas legiones para enfrentarse a Octavio César Augusto y Marco Antonio, escribió una carta Cicerón "desde el campamento de Tariquea (ex castris Tarichaeis)". 
En la primera mitad del s. I. Magdala aparece en los evangelios. Como se ha dicho, según la mayoría de los manuscritos, después de primera la multiplicación de los panes, Jesús se dirige a Magdala, donde algunos letrados le pedirán un signo del cielo: “Despidió a la multitud, montó en la barca y se dirigió a la región de Magdala” (Mt 15:39). Muchos manuscritos antiguos, en su lugar leen “Magadán”. Es el mismo lugar al que san Marcos alude como “región de Dalmanuta” (Mc 8:10). Por otro lado, una discípula de Jesús, María Magdalena, parece ser una mujer pudiente de esta ciudad, puesto que, junto con otras mujeres, ayudaba a Jesús y a sus seguidores “con sus bienes” (Lc 8:3); tal vez era un modo de mostrar su gratitud a quien le había liberado de siete demonios (cf. Lc 8:2). María de Magdala será la primera entre los discípulos de Jesús que verá la tumba de Jesús vacía y a él resucitado: “Resucitado al amanecer del primer día de la semana, se apareció primero a María Magdalena, de la que había echado siete demonios” (Mc 16:9).
Esta ciudad, según los datos arqueológicos, fue abandonada hacia el año 70 d. C., coincidiendo con la rebelión de los judíos contra Roma. Hay pocas señales de fuertes combates, a no ser una barricada construida cerrar el acceso a una calle por el norte. Esta barricada está construida con materiales provenientes de la sinagoga, que al parecer no fue destruida, sino desmantelada. Flavio Josefo describe varios episodios de la guerra que sucedieron en Tariquea; si es la misma ciudad, los romanos llevaron a cabo una tremenda masacre. La arqueología muestra que, después de la guerra, la población regresa a la ciudad, aunque la parte septentrional ya no será habitada.
Al parecer en el terremoto de 376 Magdala quedó desolada, y permaneció en ruinas durante aproximadamente un siglo. En este tiempo la ciudad no destaca en particular. Puede ser que a este terremoto se refieran las fuentes rabínicas cuando hablan de la destrucción de la gran ciudad de Migdal Ṣabʿayya a causa de su fornicación (“מִפְּנֵי הַזְּנוּת”, Lam. Rab. 2:2:4, 21c; cf. y. Ta‘a. 4:5, 69a), aunque es imposible determinar a qué se refiere en concreto con este término.
Algunos peregrinos medievales pasan por Magdala y dan testimonio de un culto a Santa María Magdalena. San Burcardo, en el s. VIII, dice que vio allí la casa de María Magdalena y entró en ella. En el s. IX Epifanio dice que a dos millas de Tabgha hay una iglesia que contiene la casa de la Magdalena. La apócrifa Vida de Elena y Constantino atribuye la construcción a la santa madre del Emperador; aunque esta obra es del alrededor del s. X, indica que en esa época la Iglesia de Magdala era venerable por su antigüedad. Por lo tanto, aunque no se sabe la fecha de la construcción de la Iglesia, está claro que ya existía por lo menos antes del siglo IX. 
Pasado el tiempo de las cruzadas, en el siglo XIII Ricoldo afirma que Iglesia de la Magdalena seguía en pie, aunque había sido “stabulata” (convertida en un establo) o “tabulata” (¿bloqueada con trancas de madera?), lo cual suscitó las lágrimas y llantos de los peregrinos suyas y de sus compañeros: no obstante, los peregrinos cantaron y proclamaron el evangelio de la Magdalena. 
El lugar siguió habitado por los árabes durante los siglos sucesivos con el nombre de المجدل (el-Mejdel), que preserva el antiguo nombre de Magdala. A las afueras del pueblo, hacia el sur, estaba el cementerio donde se veneraba la tumba de Mohamed El-ʿAjami. Los viajeros que pasaron por allí buscando reliquias de la vida de Jesús solían reconocer en el-Mejdel la antigua Magdala. 
En 1889 la Custodia Franciscana compró una propiedad al norte de la tumba de Mohamed El-ʿAjami. Aunque el P. Bellarmino Bagatti hizo algunas visitas de reconocimiento, las excavaciones en esa zona no comenzaron sino hasta los años 70 del siglo XX, y han sido realizadas, en varias campañas, por el Studium Biblicum Franciscanum de Jerusalén.
A principios del siglo XX una comunidad de judíos provenientes de Rusia fundó, al norte de la antigua Magdala, un pequeño asentamiento al que llamaron מגדל (Migdal). El pueblo árabe desapareció en 1948.
En 2005 la congregación religiosa católica de los legionarios de Cristo adquirieron el terreno que está al norte de la propiedad de la Custodia Franciscana. Desde 2005 se han subseguido las campañas de excavación por parte de la Autoridad de Antigüedades de Israel y la Universidad Anáhuac de México, lideradas por la arqueóloga Marcela Zapata Meza.

## Localización
La localización de Magdala no ha sido puesta en tela de juicio seriamente. San Wilibaldo de Dryopolis dice que Magdala está entre Tiberias y Cafarnaún. Teodosio (s. VI) y Odorico del Foro Julio precisan que se encuentra a dos millas de Tiberias y a dos de Tabgha.
Causa extrañeza la ubicación de Burcardo, que dice que la ciudad de la Magdalena, llamada Magdalum, encontraba a dos leguas hacia el sur de Betsaida. Puesto que también afirma que al norte de la ciudad había una llanura grande y con abundante hierba, no cabe duda de que está hablando de la Magdala que conocemos hoy. Lo más probable es que en esa época se creía que Betsaida estaba entre Tabgha y Magdala. También Ricoldo, partiendo del actual lugar del Primado de Pedro en Tabgha (Locum Tabulae) fue contorneando el lago por seis miliarios (unos 9 km) “en la dirección de Betsaida y Genesaret” hasta llegar a Magdalum. Más que poner en duda la identificación de Magdala, los textos de Burcardo y Ricoldo demuestran confusión sobre el lugar de Betsaida.
Finalmente, el Talmud Palestino da a entender que Migdal Ṣabʿayya se encontraba a menos de un día de camino de Jerusalén (cf. Maas S 5:2, 56b; cf. Lam. Rab. 3:8:3), por lo que algunos han propuesto que esta no puede identificarse con la Magdala del Largo de Tiberiades. Sin embargo, el mismo Talmud pone a una distancia similar Séforis y Lida, con lo cual es evidente que se trata de una hipérbole y no se puede tomar como un dato exacto.

## Excavaciones arqueológicas

### Reconocimientos previos
El P. Bellarmino Bagatti cuenta que en 1935 hizo una visita a los terrenos que habían adquirido la Custodia Franciscana  y los del mukhtar Mutlag, que se encontraban al sur de la propiedad franciscana (actualmente Migdala Campsite). No realizó excavaciones, pero en su obra Antichi Villaggi Cristiani di Galilea dejó un bosquejo y una descripción de lo que encontró ayudado por el mismo mukhtar.

### Studium Biblicum Franciscanum
En los años 70 el Studium Biblicum Franciscanum realizó, bajo la dirección de los PP. Virgilio Corbo y Stanislao Loffreda, en el terreno de Custodia Franciscana, encontrando el puerto helenístico y romano, unas termas romanas, varios baños rituales judíos y lo que identificaron con una sinagoga, que sucesivamente se clasificó como una estructura de baños. 
De 2004 a 2009 el P. Stefano de Luca llevó a cabo otra campaña de excavaciones en el mismo terreno.

### Autoridad de Antigüedades de Israel
La Autoridad de Antigüedades de Israel inició una campaña de excavaciones de salvamento a partir de 2006 con vistas a la construcción de un hotel en el terreno del norte. Estas excavaciones encontraron que el asentamiento comenzó durante el período helenístico (entre los siglos II y I a. C.) y finalizó durante el período romano tardío (siglo III d. C.). Estas excavaciones descubrieron la sinagoga de la ciudad. Es la sinagoga más antigua que se encuentra en Galilea, y una de las únicas sinagogas de ese período en todo el país al momento de la excavación. También encontraron la piedra de Magdala, que tiene una menorá de siete ramas, símbolo tallado en él. Es la primera menorá de ese período que se descubrirá fuera de Jerusalén.

### Universidad Anáhuac de México
A partir de 2010 la Universidad Anáhuac de México Sur inicia una campaña de excavaciones entre las zonas excavadas por la Autoridad de Antigüedades de Israel y el Studium Biblicum Franciscanum. Estas sacan a la luz diversas partes de la ciudad helenística y romana. Uno de los principales hallazgos fue el de cuatro baños rituales.

## Partes de la ciudad

### El puerto
En zona excavada por el Studium Biblicum Franciscanum se sacó a la luz el muelle de un puerto muy bien construido en la época de los asmoneos. En el muelle se pueden ver claramente todavía las piedras horadadas para amarrar a ellas los barcos. Al norte del muelle había una gran torre, probablemente para vigilar en tiempos de guerra ejércitos enemigos, como otras torres de la época. El puerto sigue utilizándose, e incluso se amplía, en el período romano se agranda el muelle.
Flavio Josefo dice que en cierta ocasión reunió 230 barcos para engañar a los de Tiberiades haciéndoles creer que venían a atacar la ciudad (Guerra 2.635), y en otro lugar afirma que estos barcos pertenecían a los principales de Tariquea (Vida 163). Aunque este número de barcos parece excesivo para el puerto helenístico-romano, las excavaciones realizadas al norte de este puerto han revelado que en la época romana el muelle continuaba, aunque su obra es de calidad inferior. De hecho, el llamado barco del mar de Galilea fue encontrado años atrás un poco al norte de esta área.
El hecho de que junto al muelle principal y en conexión con él hubiese un cuadripórtico y unos baños hace pensar que esta parte del puerto no estaba destinada a los pescadores, sino más bien a otro tipo de mercaderes.

### Los baños y el gimnasio
Junto al puerto helenístico-romano que excavó el Studium Biblicum Franciscanum y conectado a él mediante algunos escalones, se encuentra un enorme cuadrado rodeado de pórticos. Por su colocación, el P. Virgilio Corbo pensó que se trataba de un mercado. Actualmente se piensa que se trata más bien de un espacio para ejercitarse en la gimnasia, puesto que se encuentra también junto a los baños, y en el mundo helenístico y romano es típico tener en el mismo espacio baños y gimnasio. Además, en una de las salas de los baños romanos se encontró un mosaico que representaba un par de estrígiles junto con un aríbalo, un disco de lanzamiento con unas halteras, un barco, un cántaro y un delfín, lo cual sugiere que este un espacio que unía las actividades del baño, de la gimnasia y del trabajo en el lago. El mosaico traía la inscripción “και συ”: “tú también”.
Al lado norte del gimnasio se encuentra un gran complejo de baños termales públicos que se remontaba al período asmoneo y siguió en uso durante el romano. En este contexto se encuentra la “casa de la fuente” (anteriormente catalogada como sinagoga). Además, se encuentran varias bañeras ovales y piscinas escalonadas.
En la época romana, antes de la rebelión judía, un caldarium y reorganizaron los baños a la manera de las termas romanas. De esta época es el mosaico mencionado arriba. Durante la época romana tardía el complejo se remodelaría e incluso se construiría un edificio de letrinas, las únicas que se conocen en zona judía.

### La sinagoga
En las excavaciones que el Studium Biblicum Franciscanum llevaron a cabo en los años 70, se sacó a la luz un hermoso edificio cuadrado de sillares de basalto rodeado por columnas. Al inicio se catalogó como una sinagoga de la época helenística o romana, aunque con el tiempo se descubriría que, en realidad, por lo menos en su estado original, se trataba de una “casa de la fuente de un tipo hallado en otros lugares del mundo helenístico”.
Años más tarde, durante las excavaciones de salvamiento llevadas a cabo por la Autoridad de Antigüedades de Israel, en 2009 se descubrió un edificio del siglo I que identificó inequívocamente como una sinagoga, además de la estructura perfectamente análoga a otras sinagogas del mismo período, en el centro había una piedra caliza ricamente decorada con motivos religiosos judíos (Piedra de Magdala). Las paredes (solo queda la parte inferior) y las columnas estaban decoradas con frescos. Una gran sección del suelo de la sala principal tenía un mosaico, aunque nunca se terminó; otras partes de la sinagoga habían sido preparadas para poner mosaico. Dos pequeños cuartos en su lado norte estaban decorados con fresco y suelo de mosaico. En el lado occidental había un cuarto rodeado de bancos, que se ha sugerido que sería una escuela.
Según los arqueólogos la sinagoga tuvo tres fases de construcción:
1. La construcción del edificio se llevaría a cabo a mediados del I a. C. Según los arqueólogos es probable que el uso original del edificio no fuera religioso
2. En un segundo momento la sinagoga se reformó. Puede ser que fuera entonces cuando comenzó a usarse como casa de oración. Debajo del suelo se encontró una moneda del año 29 d. C. acuñada en Tiberias, por lo que esta etapa ha de ser ponerse después de ese año.
3. La última fase no se completó, como testimonia el mosaico sin terminar. Poco se puede decir sobre cuándo inició esta fase, puesto que tan solo una moneda del año 43 se encontró debajo del suelo que estaba preparado para poner el mosaico. En cuanto a cómo terminó, los excavadores sugieren que los trabajos se interrumpieron por la revuelta judía en torno al año 67 d. C.[24]

La sinagoga no fue destruida, sino desmantelada. De hecho, la calle que conectaba la ciudad con la sinagoga estaba bloqueada con piedras y columnas provenientes de la sinagoga, posiblemente porque, estado fuera de la ciudad, era muy difícil de defender, y consideraron preferible utilizar sus materiales para defender mejor la ciudad.

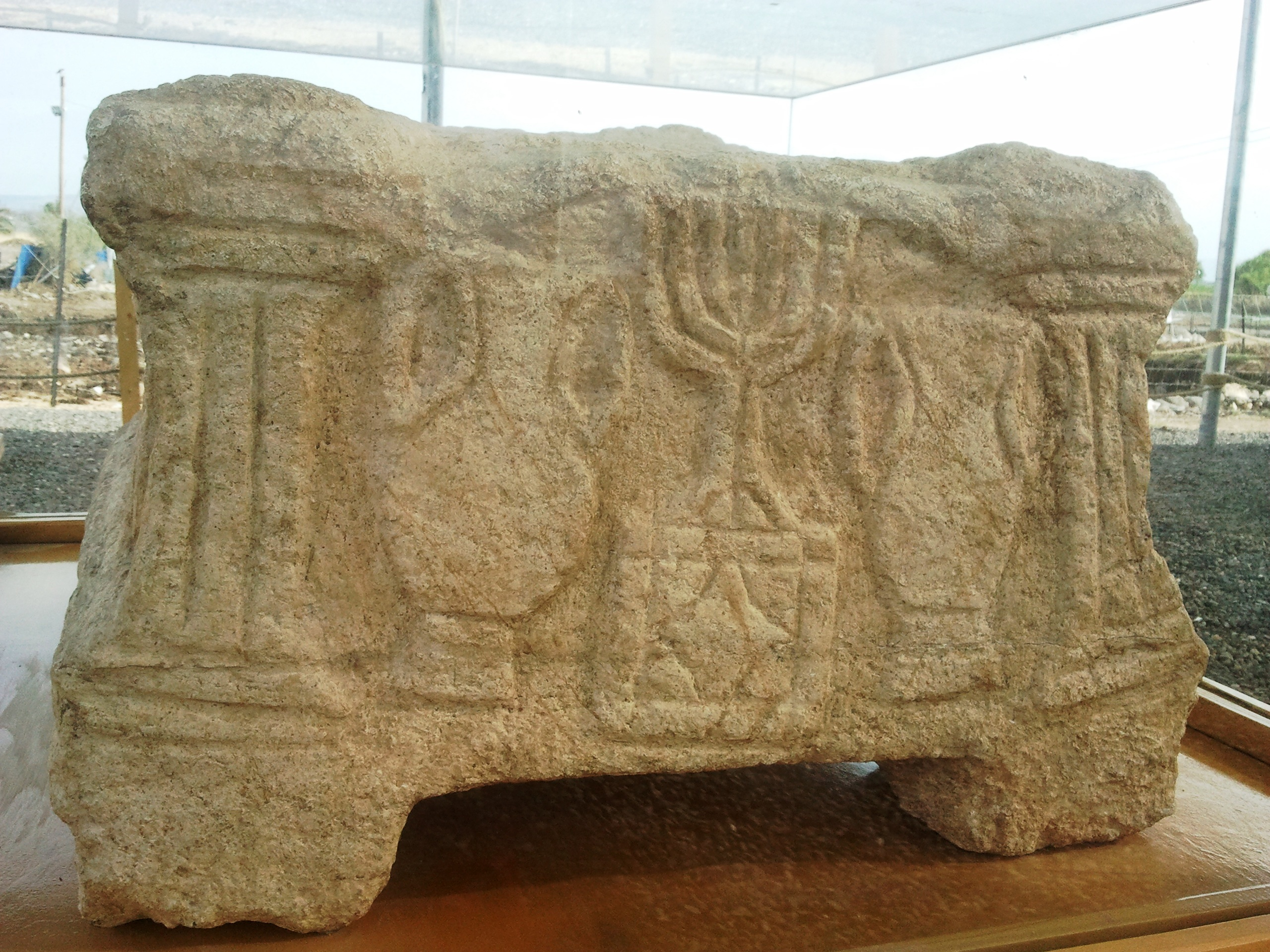
Piedra de Magdala

La piedra de Magdala encontrada en el centro de la sinagoga está decorada con bajorrelieves. La propuesta más aceptada actualmente es que se trata de una representación del santuario del Templo de Jerusalén. Mirando la piedra de frente, se ve la menorá, la mesa de los panes de la proposición o el altar del incienso y dos recipientes de vino para la libación. En las otras caras se dibujan pórticos de columnas. En la parte posterior hay representadas dos rosetas que, de acuerdo con Bauckham, podrían ser sendas ruedas del carro de Dios (cf. Ez 1:13).
En diciembre de 2021, se descubrió otra sinagoga que data del mismo período en una nueva excavación en Magdala.

### Industrias de salazón
Tanto el nombre arameo de Magdal Nunnaya como el griego Tarichaea suponen que la actividad relacionada con el pescado era muy importante. En la calle que corría por el sur de la sinagoga e iba en dirección del lago, se encontraron evidencias de la industria de salazón del pescado y a la producción de garo. Se encuentran varias construcciones que tienen entre cuatro o cinco tinas en torno a un suelo pavimentado, y unas escaleritas que descienden a un pozo con agua. Estas estructuras son muy semejantes a las que se encuentran en otros lugares dedicados a la salazón del pescado y a la producción de garo, como las que hay en Sabratha o en Baelo Claudia. 

### La iglesia bizantina
Algunos peregrinos mencionan una iglesia construida sobre la casa de santa María Magdalena. El P. Bellarmino Bagatti cuenta que, cuando hizo su visita en 1935 el mukhtar Mutlag, que le quería vender sus terrenos, afirmaba que algunas de las ruinas eran una iglesia. El P. Bagatti describió que vio “algunos arcos y un muro semicircular al este con algunos muros de sostén,. Los muros son espesos (…). El arco parecía demasiado bajo para ser una iglesia y demasiado alto para ser una cripta, de manera que pensamos más bien en los restos de una torre”.  Esta zona no ha sido excavada, y es actualmente una zona recreativa. 

### El hipódromo
Flavio Josefo supone la existencia de un hipódromo en Tariquea en varios episodios (cf. Vida 27, 132; 28, 138; Guerra 2, 297-599). Según el historiador judío, en él se habrían reunido en una ocasión 100.000 soldados (Guerra 2, 598), aunque se trate muy probablemente de una exageración. El hipódromo no tenía que ser necesariamente una enorme estructura de piedra de sillar: aunque en la época romana había muchos hipódromos así, “en la Grecia clásica los estados o hipódromos habían sido normalmente campos con terraplenes de tierra a su alrededor”. El hecho es que hasta el momento no se ha encontrado nada semejante a un hipódromo en las excavaciones que se han llevado a cabo. 

## Actualidad
Actualmente el espacio en que se encontraba la antigua ciudad de Magdala se encuentran diversas instituciones:
1. En la parte norte de la antigua ciudad se encuentra Magdala, que incluye un parque arqueológico que contiene la antigua sinagoga entre otras cosas, la iglesia Duc in Altum dedicada al ministerio público de Jesús y una casa de peregrinos.[33]
2. Colindando por el sur se encuentra una zona de excavaciones arqueológicas que pertenece a la Custodia de Tierra Santa. En esta zona se encuentra la parte principal del puerto de Magdala y los baños termales con el cuadripórtico. No está abierta al público.
3. Más al sur se encuentran algunas zonas recreativas.
4. Todo esto se encuentra en la circunscripción de Migdal, cuyo centro urbano se encuentra cerca de un kilómetro al norte de la antigua ciudad.